# Ceratophrys ornata
Ceratophrys ornata és una espècie de granota de la família Leptodactylidae típica d'Amèrica del Sud.

## Característiques
Té una enorme boca i ulls sortints amb dues petites protuberàncies en el cap semblants a "banyes". Les femelles poden mesurar fins a 14-15 cm i els mascles 10 cm (excloses les potes). L'esperança de vida és de 6 a 7 anys, no obstant això, hi ha alguns casos en què arriben a viure fins a deu. El tret més prominent de les granotes és la seva enorme boca que ocupa pràcticament la meitat del seu cos. La seva coloració és verda brillant, encara que també n'hi ha de color verd fosc, parcialment negres i fins i tot exemplars albins. La seva part inferior és de color groguenc o blanc. És difícil distingir els mascles de les femelles, atès que l'únic dimorfisme sexual existent entre ambdós sexes és la grandària i que els mascles poden presentar les seves goles de pigmentació més fosca.
S'alimenta de petits vertebrats com amfibis, mamífer i petits ocells.

## Distribució i hàbitat
Habita a l'Argentina (Província de Misiones, Província de Corrientes, Província de Santa Fe, Entre Ríos i part de Buenos Aires), Uruguai (Rocha i San José) i el sud del Brasil (Rio Grande do Sul). Viu a una altitud entre el 0 i els 500 metres.

## Estat de conservació
La seva població està en decreixement degut bàsicament a la pèrdua del seu hàbitat natural (tant per l'expansió de l'agricultura com per la urbana) i la captura pel comerç de mascotes exòtiques.